# (6186) Zenon
(6186) Zenon (1988 CC2) – planetoida z grupy pasa głównego planetoid okrążająca Słońce w ciągu 3,67 lat w średniej odległości 2,38 au. Odkryta 11 lutego 1988 roku.